# Rondeletia calophylla
Rondeletia calophylla là một loài thực vật có hoa trong họ Thiến thảo. Loài này được Standl. miêu tả khoa học đầu tiên năm 1923.